# Moda (Istanbul)
Moda (in greco Μόδι ?), chiamata anche Caferağa, è un quartiere nella parte anatolica di Istanbul, nel distretto di Kadıköy, opposto alla penisola storica.

## Ubicazione
Il quartiere si trova su di un promontorio situato tra il centro di Kadıköy e il torrente Kurbağalıdere, che attraversa il Parco Yoğurtçu. Essa confina a nordest con il quartiere di Osmanağa.Moda è famosa per le sue gelaterie e le sale da tè.

## Origine del nome
Il nome, che è di origine greca, è citato sulla mappa di Istanbul che si trova nel “Cihânnümâ” di Katih Çelebi. Si dice che il quartiere abbia preso il nome dalla Chiesa di Tutti i Santi di Moda, situata in Yusuf Kamil Pascià Sokak. La chiesa fu costruita nel 1878, dopo la guerra di Crimea.

## Storia
Il luogo divenne un'area residenziale di élite solo dopo il 1870, quando ricchi non musulmani si stabilirono lì costruendo le proprie dimore. Il quartiere era originariamente abitato da levantini, inglesi, greci e armeni, e questo lo rese uno dei luoghi più cosmopoliti di Istanbul. A causa di ciò, a Moda furono costruite diverse chiese, tuttora esistenti.
Moda è ancora oggi un quartiere multiculturale con edifici ecclesiastici armeni, greci e anglicani, la casa d'arte georgiana, teatri, il liceo francese Saint-Joseph (1870) la Scuola superiore Anadolu di Kadıköy (1955), vecchi negozi di curiosità, ristoranti di pesce e cucina internazionale.

## Monumenti e luoghi di interesse

### Architetture religiose
- Chiesa cattolica di Notre Dame de l'Assomption;[3]
- Chiesa greco ortodossa di Hagia Triada;
- Chiesa presbiteriana di All Saints;[3]

### Architetture civili
- Opera di Süreyya, teatro dell'opera aperto nel 1927;

### Scuole
- Scuola superiore Anadolu di Kadıköy  - Ex Collegio Kadıköy Maarif;
- Scuola superiore femminile di Kadıköy (ora Scuola superiore di Istanbul Kadıköy):  è una scuola superiore in servizio dal 1957;
- Liceo francese Saint Joseph;

### Musei e biblioteche
- IDEA Kadikoy;
- Casa di Barış Manço;
- Biblioteca di fantascienza Özgen Berkol Doğan;

### Altro
- Club Marino di Moda (in turco Moda Deniz Kulübü) (1935);
- Molo di Moda -  costruito nel 1917 da Vedat Tek, restaurato nel 2022 per traghetti;[5]
- Spiaggia di Moda - Scomparsa a causa del riempimento della costa;
- Laboratorio di giochi;
- Diverse sale da tè tradizionali;

## Trasporti
Il quartiere è attraversato dalla linea circolare storica del tram T3 con capolinea al molo di Kadıköy.